# 松本市左衛門
松本 市左衛門（まつもと いちざえもん）は天正年間に泉州堺から江戸に移り、日本橋本町で続いた薬種医療器械商・いわしや総本店の当主の名。いわしやの名を冠する薬種商は多数あるが、その中の本家であり、店の様子は江戸名所図会にも描かれている。本項では1885年に名と家督を継いだ旧名・竹内新太郎（1863年 - 没年不詳）について主に記述する。

## 略歴
竹内平吉の三男・新太郞として1863年4月26日（文久3年3月9日）に生まれる。父の兄弟・竹内實道は、先代が浪費を重ねて没落寸前であったいわしや総本店に養子として入ると、店と松本市左衛門の名を継いだ。叩き上げのやり手として傾いていた家業を立て直し、新太郎はその下で勤めた。代々薬種商を営んできたいわしやだが、1869年（明治2年）には医療器械の販売も開始。理化用機械（理化学機器）の取扱いでも名を馳せ「東のいわしや、西の白井松」として並び称される。1878年（明治11年）11月に日本初の医療機器カタログ「医療器械図譜」を発行。1881年（明治14年）には第二回内国勧業博覧会に医学諸器械を出品し一等有功賞を受賞した。同年4月、子が無かった市左衛門（實道）は甥の新太郎を養子とすると、1885年（明治18年）12月に家督を相続させる。この時、新太郎は松本市左衛門の名を継いだ。
いわしやの名は薬種商としてまず第一に挙げられるほど東京で広く知られており、下痢などに対する効能がうたわれた調痢丸は創業当時から伝わる良薬として著名であった。1887年（明治20年）7月、海防費二千円の献納に対し黄綬褒章を受章。同年発行の資産家一覧によれば、資産十万円以上の項に松本市左衛門の名が挙げられている。1889年（明治22年）には妻・ハヤとの間に長男の榮一が誕生した。榮一は1922年（大正11年）に家督を相続し市左衛門を襲名。店舗は日本橋本町三丁目十八番地。後にこの場所に東京薬業会館ビルを建てる計画が持ち上がった際には先祖伝来の土地を提供。薬業会館内に調痢丸本舗として営業を続ける一方で本社を杉並区永福町に移している。

## いわしやの由来
松本家の祖先は織田信長に仕える武士であったが、主君滅亡後に泉州堺で商人になったとされる。1583年（天正11年）に江戸へ出てくると現在の丸の内辺りで薬種商を始めた。1590年（天正18年）に徳川家康が江戸へ移ってくると城域拡大のため丸の内周辺の土地はみな没収となり、翌1591年に日本橋本町の代替地を拝領して移転。18世紀前半頃に鰯屋市兵衛から市左衛門に改名し、その後代々名を継いで明治維新を迎えた。
屋号の「いわしや」については、漁の網元が薬の元締めをしたことがあったからだとも、当初開業した丸の内が漁村であり鰯に縁があったからだとも言われている。また別の話では、調痢丸という丸薬を積んで遠州灘を航海中に鰯が船に飛び込んで来たのを吉兆として屋号にしたとも言われ、その他にも様々な由来が伝わる。

## 系列
松本市左衛門のいわしや総本店は明治初期に医療機器販売部門を創設。それを任されていた番頭の松本儀兵衛が1883年（明治16年）に独立し、1901年（明治34年）に合資会社いわしや松本器械店となった。いわしや総本店があるのは本町三丁目であり、本町四丁目には松本伊兵衛のいわしやが店を構えた。こちらも歴史は長く、創業は1663年（寛文3年）。いわしやには松本姓の系列のほか岩本姓の店もあり、ルーツは同じく堺。明治20年代には日本橋本町にあった医療器械商9店舗のうち8店舗がいわしやだったとされる。いわしやの屋号は世間に広く知られており、暖簾分けのほか新規参入組もこぞって名乗ったため、昭和30年代には50店を超えた。

## 書籍
日本初とされる医療器具カタログ。共に實道が当主の明治10年代に発行された。
- 医療器械図譜（松本市左衛門 編、1878年11月発行）
- 医療器械図譜 訂2版（松本市左衛門 編、1884年8月発行）

## 家族
- 養父・實道 - 先代の松本市左衛門であり、実父・竹内平吉（東京府平民）の兄弟。1873年、星野清左衛門らと協議し本町一丁目に常盤小学校を開設[21]。1878年（明治11年）に医療器械図譜と称して日本で最初の医療機器カタログを発行した[22][2]。郡区町村編制法の施行により1879年（明治12年）2月に行われた第一回選挙で日本橋区議に当選[23]。1889年頃に早世している。
- 妻・ハヤ - 1865年（慶應元年5月13日）[24]生まれ。東京府平民、田中金次郞[注 10]の妹。
- 長男・榮一 - 1889年（明治22年）3月16日生まれ。1912年（大正元年）に富山薬学専門学校を卒業。1922年（大正11年）に家督を相続[8]、松本市左衛門の名を継いだ。妻・かをは元禄年間からの老舗紙商、岡本彌兵衛[27]の妹。榮一は三子を授かり[注 11]、家業は二男の健次が継いだ[11]。
- 長女・鈴子 - 1890年（明治23年）5月生まれ。東京女学館卒業。後の日本ラグビー協会初代名誉会長・田中銀之助の弟、虎之輔に嫁いだ。長男の一之助は横山虎雄の長女・智子を妻とし、長女の艶はトルコ大使などを務めた外交官の上村伸一に嫁いだ。
- 二女・林子 - 1892年（明治25年）11月生まれ。東京女学館卒業。田中鉱山副社長を務めた田中長一郎の弟・長五郎に嫁ぐ。いね子と豊長の二子を授かるが夫は30代で早世。2人の子はどちらも岩井財閥の大番頭を務めた安野譲の子と縁組した。
- 二男・正蔵 - 1895年（明治28年）7月に生まれる。1922年（大正11年）5月渡米[29]。
- 三男・良蔵（良三）- 1897年（明治30年）7月に生まれる。